# Zugetextet.com
Das Magazin zugetextet.com ist ein Feuilleton für Poesie, Sprache, Streit und Kultur aus Metzingen. Es besteht seit 2015. Es werden veröffentlicht vor allem prosaische und lyrische Texte von etablierten und aufstrebenden Künstlern. 
Der Aufbau des Magazins setzt sich aus einem Editorial, das von einem der Redakteure geschrieben wird, einem Rezensionsteil sowie den Veröffentlichungen von Texten verschiedener Autoren zusammen. Die Texte orientieren sich dabei an wechselnden Ausschreibungsthemen.
Neben dem Magazin existiert ein Online-Blog, der die Print-Ausgabe ergänzt. Damit handelt es sich um ein intermediales Projekt.
Einen besonderen Schwerpunkt des Magazins bildet die Lyrik. Der Herausgeber, Walther Stonet, setzt sich beispielsweise mit der Aktion „Der Lyrik eine Bresche“ für eine Stärkung lyrischer Beiträge in Periodika ein. Dabei wird unter anderem die Lyrikszene der Ukraine näher beleuchtet.
Das Magazin und der dazugehörige Online-Blog dienen als Plattform für Literaten aus dem gesamten deutschsprachigen Raum, wobei Beiträge aus Deutschland und Österreich überwiegen.

## Vertretene Autoren (Auswahl)
- blume
- Marlies Blauth
- Steffen M. Diebold
- Volker Friebel
- Markus Grundtner
- Xenia Huegel
- Gerald Jatzek
- Bastian Kienitz
- Daniel Klaus
- Claudia Kollschen
- Manfred Lafrentz
- Olaf Lahayne
- Nicole Makarewicz
- René Oberholzer
- Jutta von Ochsenstein
- Martin Peichl
- Steffen Roye
- Marc P. Sahli
- Clemens Schittko
- Sigune Schnabel
- Saza Schröder
- Heidi Troi
- Jürgen Völkert-Marten
- Vera Vorneweg
- Peter Paul Wiplinger